# Komuz

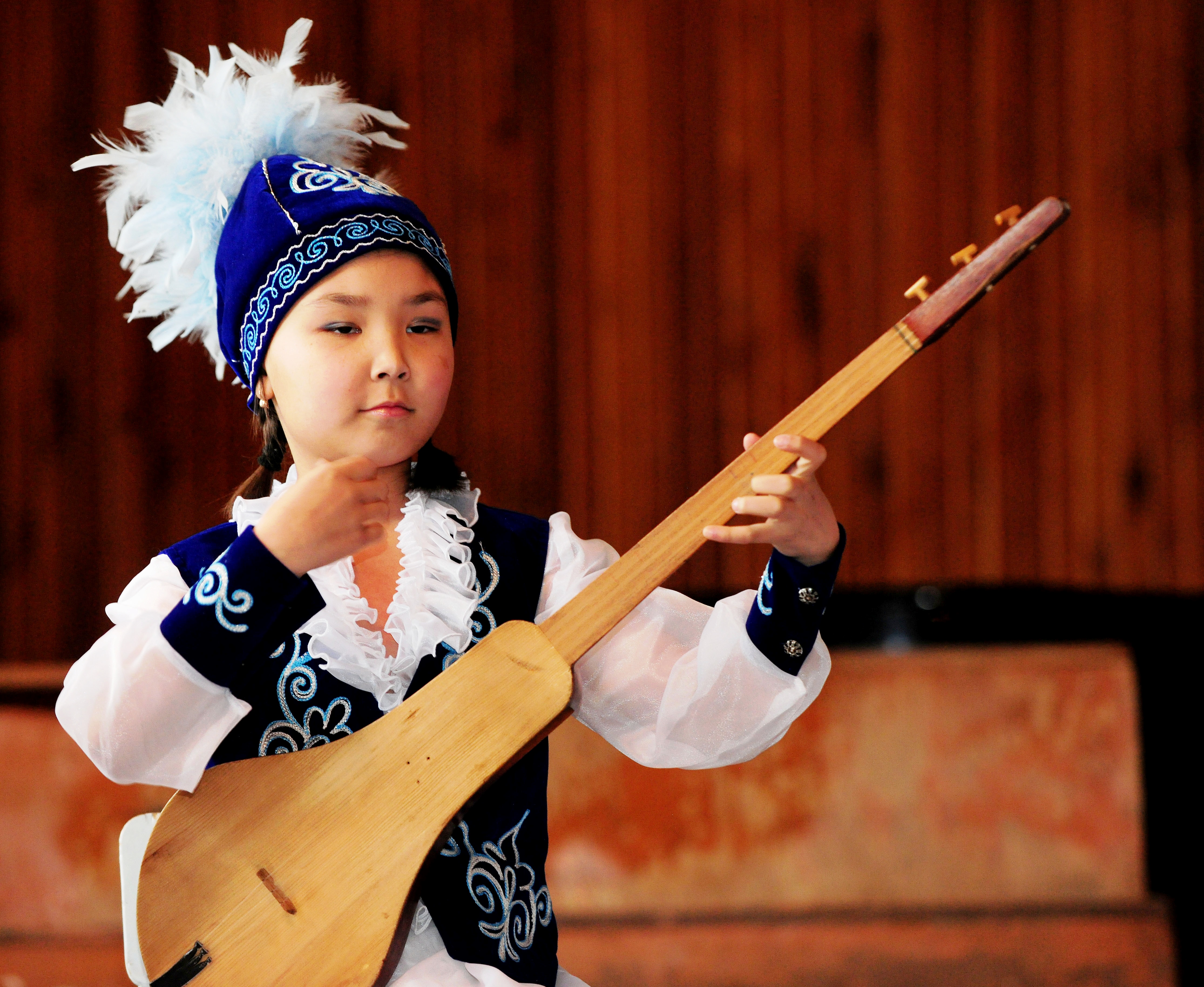
En kirgizisk flicka som spelar komuz.

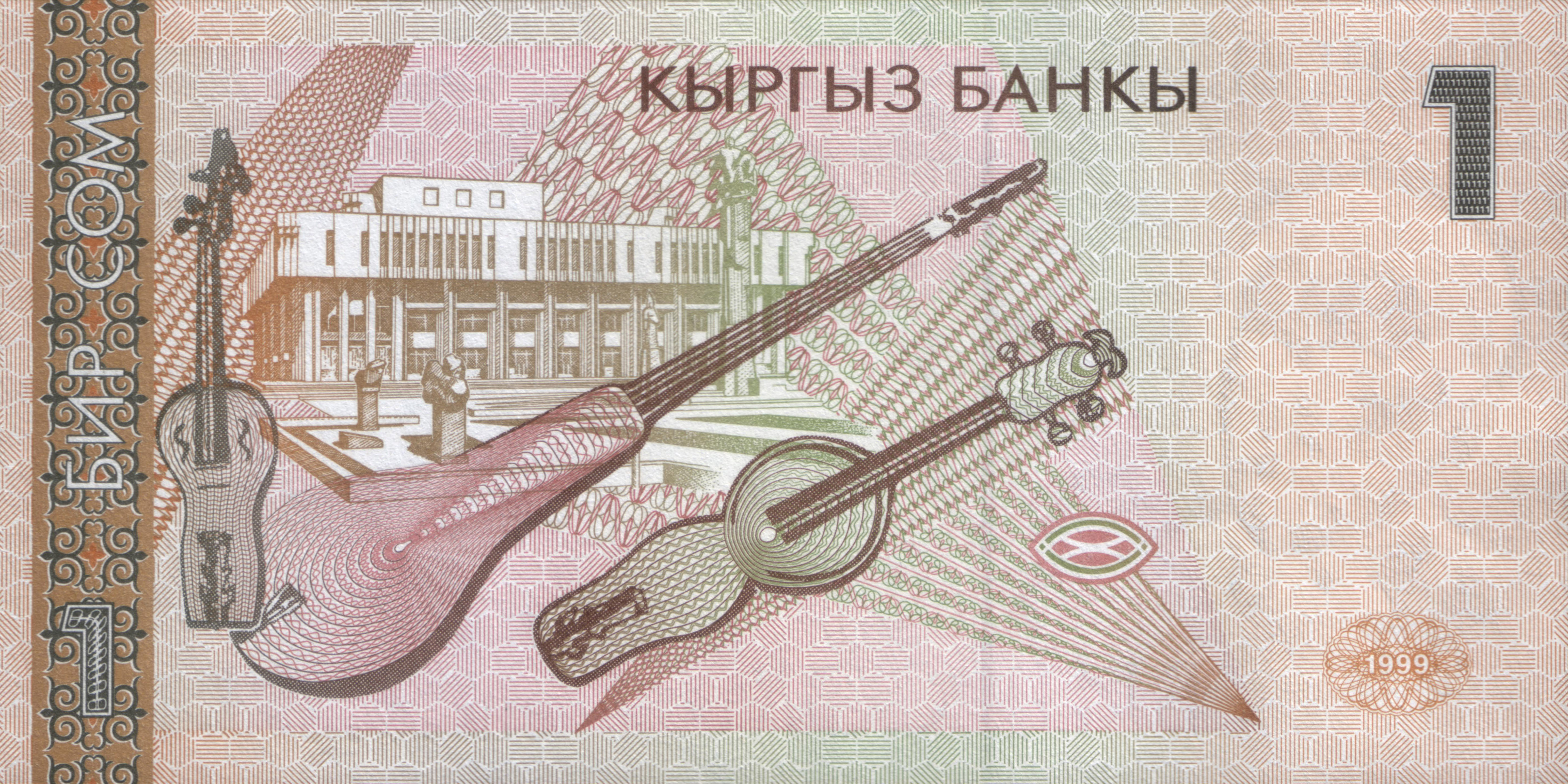
Musikinstrument på baksidan av en Somsedel. I mitten en komuz.

Komuz (Kirgiziska: комуз, qoˈmuz) är en två- eller tresträngad luta med lång hals. Musikinstrumentet är populärt i centralasien och delar av Turkiet. Komuz är Kirgizistans nationalinstrument och var tidigare avbildat på baksidan av en av Somsedlarna.
Instrumentet är känt från omkring 300 e.Kr. och den azerbajdzjanska varianten Gopuz är ännu äldre. En komuz tillverkas av ett enda trästycke, vanligen aprikosträ eller en, med strängar av djurtarmar eller numera fiskelinor. Strängarnas vibrationer omvandlas till toner i resonanslådan.
Kirgizistans president har utlyst en nationaldag till ära för Komuz. Den firades första gången 9 september 2019.